# Gle Suak Meureubo
Gle Suak Meureubo är en kulle i Indonesien.   Den ligger i provinsen Aceh, i den västra delen av landet, 1 800 km nordväst om huvudstaden Jakarta. Toppen på Gle Suak Meureubo är 24 meter över havet.
Terrängen runt Gle Suak Meureubo är platt söderut, men norrut är den kuperad. Havet är nära Gle Suak Meureubo åt sydväst.Runt Gle Suak Meureubo är det glesbefolkat, med 18 invånare per kvadratkilometer. Omgivningarna runt Gle Suak Meureubo är en mosaik av jordbruksmark och naturlig växtlighet.